# Alexander Lebenstein
Alexander Lebenstein (* 3. November 1927 in Haltern (heute Haltern am See), Deutschland; † 28. Januar 2010 in Richmond, Virginia, USA) war ein deutsch-amerikanischer Holocaust-Überlebender. Er war der einzige Überlebende der Shoa aus Haltern, seine Schwester Alice war bereits 1939 in die USA emigriert. Die Alexander-Lebenstein-Realschule in seiner Heimatstadt ist nach ihm benannt. 

## Leben

### Kindheit
Alexander Lebenstein wurde am 3. November 1927 im Familienhaus Disselhof 36 in Haltern geboren und erlebte nach eigener Aussage bis zu seinem elften Lebensjahr eine geschützte Kindheit. Seine Mutter, Lotte Josephs aus Jever, und sein Vater Nathan Lebenstein betrieben einen Viehhandel und je ein koscheres und nicht-koscheres Fleischereigeschäft. Sein Vater hatte im Ersten Weltkrieg in der Deutschen Heer gedient. Von Alexander Lebensteins drei älteren Schwestern starb eine 1932, die beiden anderen wanderten unter dem Druck des Antisemitismus in Deutschland 1939 in die Vereinigten Staaten aus.

### Nationalsozialismus
Während der Pogromnächte 1938 versteckte sich seine Familie in ihrem Gartenhaus, kurz danach wurden Lebenstein und seine Familie in ein Judenhaus in Haltern verbracht und von dort im Januar 1942 in das Sammellager, das im Rundbau der Ausstellungshalle der Stadt Gelsenkirchen am Wildenbruchplatz im Gelsenkirchener Stadtteil Bulmke-Hüllen eingerichtet worden war. Von dort aus wurden sie am 27. Januar 1942, mit einem Zwischenhalt in Dortmund nach Riga deportiert, wo der Zug am 1. Februar eintraf. In Riga erkrankte sein Vater bald schwer, er wurde von SS-Männern getötet.
Im Frühjahr 1942 wurde Alexander Lebenstein von seiner Mutter getrennt und nach Litauen verfrachtet. Als er im Herbst zurückkam, war auch seine Mutter verschwunden. Nach dem Krieg fand er heraus, dass sie in einem Wald nahe Riga erschossen und verscharrt worden war. Danach kam Alexander Lebenstein in mehrere Arbeitslager und wurde schließlich mit einem Fährschiff nach Danzig in das Konzentrationslager Stutthof gebracht.
Als 1945 die Sowjetsoldaten das KZ befreiten, wurde er aufgrund seines schlechten gesundheitlichen Zustands in ein Krankenhaus in Danzig eingeliefert. Da er sich weigerte, in die Rote Armee einzutreten, floh er gemeinsam mit zwei Männern über Frankfurt an der Oder nach Berlin. Sie waren aber auch bei den Amerikanern nicht willkommen, da die Russen schon nach ihnen suchten. Deshalb kehrte Alexander Lebenstein in seinen Geburtsort Haltern zurück, wo man ihm jedoch nahelegte, die Stadt wieder zu verlassen. Die deutsche Staatsbürgerschaft wurde ihm verweigert und er kam nach Deggendorf (Bayern) in ein DP-Lager.

### Emigration in die USA
Ein Großteil der in Deggendorf befindlichen Juden wollte in das neugegründete Israel emigrieren. Angeregt durch seine bereits 1939 in die Vereinigten Staaten emigrierte Schwester Alice, entschied sich Lebenstein 1947 jedoch ebenfalls in die USA auszuwandern und in Richmond, Virginia, eine neue Existenz aufzubauen.
Auch hier wollte niemand etwas mit ihm zu tun haben, denn man sagte: „Ein Junge, der mehrere Konzentrationslager überlebt hat – das gibt es nicht!“. Aus diesem Grund zog er nach New York und eröffnete dort einen Supermarkt. Er heiratete 1948 und bekam zwei Söhne.

## Erinnerungsarbeit
1994 flog Alexander Lebenstein zum ersten Mal nach Deutschland zurück. Zwei Schülerinnen aus Haltern hatten ihm einen Brief geschrieben, dass sie sich im Unterricht gerade mit dem Holocaust beschäftigen. Nach anfänglicher, strikter Ablehnung ließ er sich von seiner Familie überzeugen, dem Ruf der Jugendlichen seiner deutschen Heimatstadt zu folgen. Dieser Aufenthalt veränderte das Leben von Alexander Lebenstein vollkommen und er begann ab diesem Zeitpunkt öffentlich – in Kirchen, Schulen, Bibliotheken und im Virginia Holocaust Museum – über sein Leben und seine schrecklichen Erlebnisse zu sprechen. Der Güterwaggon vor dem Virginia Holocaust Museum ist ein Ort zum stillen Gedenken. Dieser Waggon wurde dem Museum im Rahmen eines Projektes einer deutschen Schule von Alexander Lebensteins Freund Erwin Kirschenbaum zur Verfügung gestellt.
Mit Hilfe des Autors Don Levin veröffentlichte Alexander Lebenstein 2008 seine Autobiografie unter dem Titel The Gazebo (englisch) in den USA. Seinen Lebensabend verbrachte er in der Nähe von Richmond, Virginia.
Damit seine unermüdliche Erinnerungsarbeit auch nach seinem Tod fortgesetzt werden kann, gründete er den Alexander Lebenstein Fund für Toleranz und Menschenrechte. Am 9. November 2009 wurde im Virginia Holocaust Museum die Dokumentation Kristallnacht and Beyond der Öffentlichkeit vorgestellt. Dieser Film zeigt Alexander Lebenstein bei einem seiner späten Besuche in seiner Heimatstadt Haltern am See.

## Ehrungen

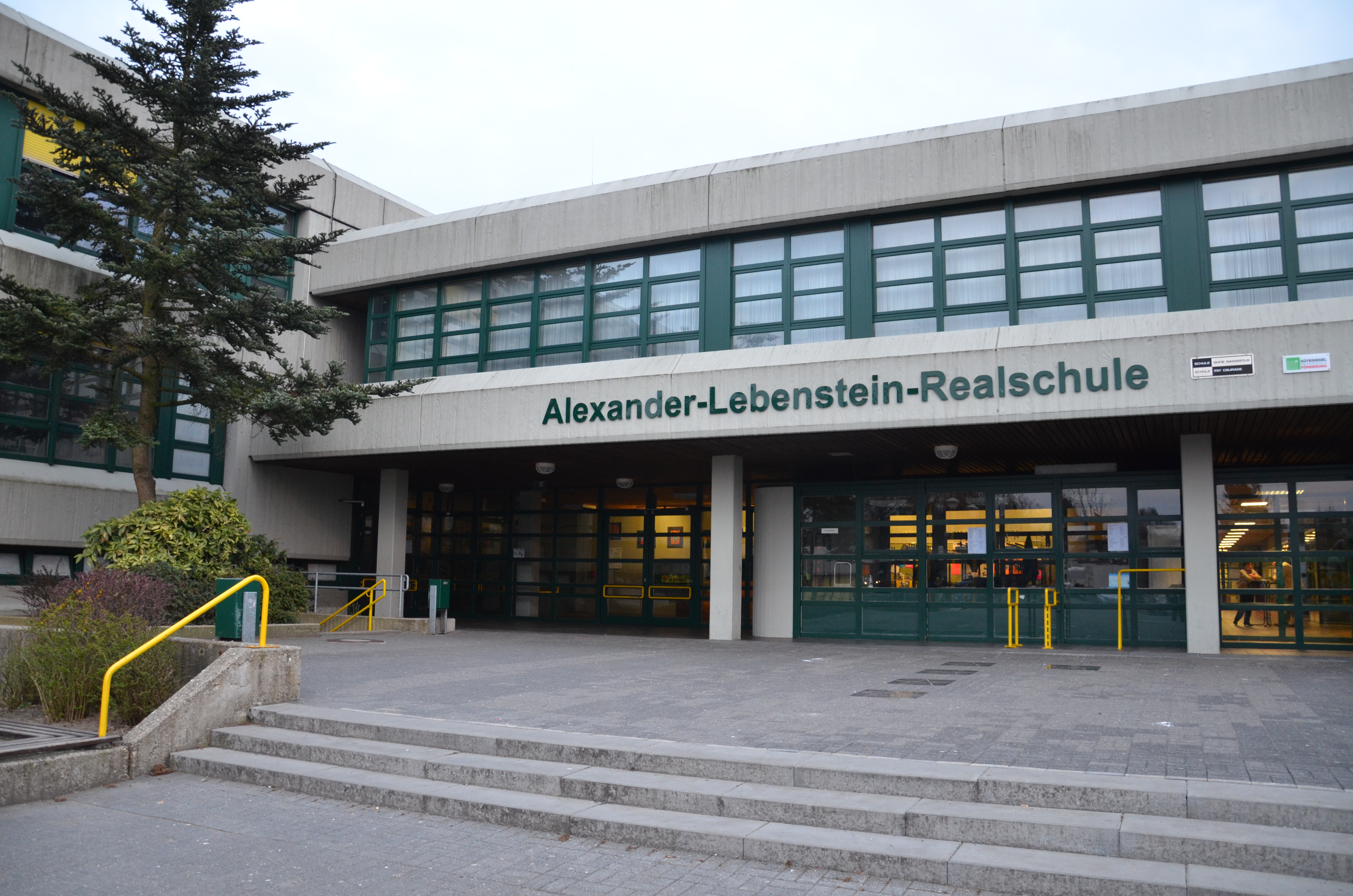
Nach ihm benannte Realschule

Im Jahr 2003 übernahm er die Patenschaft für die Realschule in Haltern am See, die nun Alexander-Lebenstein-Realschule heißt. Am 5. Juni 2008 erhielt er für sein Engagement die Ehrenbürgerschaft der Stadt Haltern am See.

## Stiftung
Die Alexander-Lebenstein-Realschule wurde im Nachlass ihres Namensgebers mit 30.000 Dollar bedacht. Zusammen mit Spenden und Zuwendungen wurde dieses Geld in die Alexander-Lebenstein-Stiftung (als zweckgebundener Namensfonds) innerhalb der Bürgerstiftung Halterner für Halterner überführt. Stiftungszweck ist die Förderung „insbesondere nachhaltige und langfristige Projekte, Aktivitäten und Initiativen, die zur Überwindung von Diskriminierung und Rassismus beitragen, jährlich wiederkehrende Projekttage zur Erinnerung an die Ereignisse des Holocaust, Initiativen, die zur Verständigung aller Menschen und Kulturen beitragen und das Bewusstsein für Toleranz, ein Leben in gegenseitiger Achtung und Würde fördern“.

## Schriften
- The Gazebo. Alexander Lebenstein. As told to and edited by Don Levin. AuthorHouse, Bloomington, IN, 2008, ISBN 1-4389-3172-7.